# 10704 Sidey
10704 Sidey eller 1981 RQ1 är en asteroid i huvudbältet som upptäcktes den 1 september 1981 av den belgiske astronomen Henri Debehogne vid La Silla-observatoriet. Den är uppkallad efter astronauten Jenni Sidey-Gibbons.
Den tillhör asteroidgruppen Koronis.